# David Floryk
David Floryk (1968, Ostrava) je český politik, novinář, publicista a hospodář spolku Aliance pro rodinu. Původní profesí stavební technik, pracoval ve státní správě, později pro soukromý architektonický atelier. Posléze vystudovat sociální politiku a sociální práci, nyní pracuje jako projektový manažer ve zdravotnictví a věnuje se vlastní publikační a přednáškové činnosti. Příležitostný publicista, redaktor a komentátor, autor dvou knížek. Usiluje o renesanci autentického konzervativního smýšlení a obhajobu křesťanských základů svobodné společnosti. Byl zakladatelem časopisu KONZERVATIVNÍ LISTÍ (1998-2008), posléze členem redakční rady měsíčníku KONZERVATIVNÍ LISTY (2009-2019), nyní spolupracovníkem KONZERVATIVNÍCH NOVIN. Je členem Křesťanského společenství Ostrava. S manželkou Vlaďkou mají šest dětí; od počátku byli zapojeni do hnutí za legalizaci domácího vzdělávání v naší zemi a otázkám křesťanské výchovy a autonomie rodiny se průběžně věnují. 